# Theory of a Deadman (альбом)
Theory of a Deadman — одноимённый первый студийный альбом канадской рок-группы Theory of a Deadman, вышедший 17 сентября 2002 года.

## Об альбоме
В первый студийный альбом была включена песня «Make Up Your Mind», которая стала хитом и самой известной композицией Theory of a Deadman. Данная песня также была выпущена и в качестве сингла. Синглами также стали песни «Nothing Could Come Between Us», «Point to Prove» и «The Last Song». Песня «Invisible Man» вошла в саундтрек к супергеройскому фантастическому боевику Человек-паук, который был снят по мотивам комиксов компании Marvel. В 2009 году была выпущена вторая версия альбома, в которую также вошло три новых трека.
Альбом продавался со стикером Parental Advisory, причиной чему стал трек «Invisible Man», который содержал ненормативную лексику. Кроме того, песня «Any Other Way» содержит лёгкие ругательства. В цензурованной версии альбома текст песен «Invisible Man» и «Any Other Way» был немного изменён.

## Список композиций
| №                   | Название                        | Длительность |
| ------------------- | ------------------------------- | --- |
| 1.                  | «Invisible Man»                 | 2:41 |
| 2.                  | «Nothing Could Come Between Us» | 3:24 |
| 3.                  | «Make Up Your Mind»             | 4:02 |
| 4.                  | «Point to Prove»                | 3:38 |
| 5.                  | «Leg to Stand On»               | 3:26 |
| 6.                  | «What You Deserve»              | 4:00 |
| 7.                  | «The Last Song»                 | 4:27 |
| 8.                  | «Say I'm Sorry»                 | 3:15 |
| 9.                  | «Any Other Way»                 | 3:47 |
| 10.                 | «Confession»                    | 3:57 |
| Общая длительность: | Общая длительность:             | 36:38 \| № \| Название \| Длительность \| \| --- \| ---------------- \| ------------ \| \| 11. \| «Above This» \| 2:16 \| \| 12. \| «Inside» \| 3:08 \| \| 13. \| «Midnight Rider» \| 3:09 \| |
| №                   | Название                        | Длительность |
| 11.                 | «Above This»                    | 2:16 |
| 12.                 | «Inside»                        | 3:08 |
| 13.                 | «Midnight Rider»                | 3:09 |

## Участники записи
- Тайлер Коннолли — вокал, соло-гитара
- Дин Бэк — бас-гитара
- Дэйв Бреннер — ритм-гитара, слайд-гитара
- Тим Харт — ударные
- Дэнни Крейг — ударные на «What You Deserve»

## Песни, попавшие в чарты
| «Nothing Could Come Between Us» | 2  | —  | 8  | —  | —  | —  |
| «Make Up Your Mind»             | 13 | —  | 13 | 38 | 36 | 41 |
| «Point to Prove»                | —  | —  | —  | —  | —  | —  |
| «The Last Song»                 | —  | —  | —  | —  | —  | —  |
| «Leg to Stand On»               | —  | 89 | —  | —  | —  | —  |